# Старая опера
Старая опера (нем. Alte Oper) — бывший оперный театр, в настоящее время — концертный зал и конгресс-центр во Франкфурте-на-Майне.

## История
Здание было спроектировано берлинским архитектором Рихардом Луке. Спонсорами проекта выступили 67 состоятельных горожан, основавших ассоциацию содействия строительству театра. К 1870 году они собрали пожертвования на сумму 480 000 гульденов (около 750 000 марок). Строительство началось в 1873 году.
Открытие театра состоялось 20 октября 1880 года. Первой постановкой стала опера Моцарта «Дон Жуан». Одним из гостей был немецкий кайзер Вильгельм I, который после осмотра здания сказал «Такого я не мог бы позволить себе в Берлине» (нем. Das könnte ich mir in Berlin nicht erlauben).
Старая опера стала одним из главных оперных залов Германии. На её сцене состоялись многие мировые премьеры, напр. в 1937 году была впервые представлена сценическая кантата «Carmina Burana» немецкого композитора Карла Орфа.
В 1944 году во время второй мировой войны здание было полностью разрушено бомбардировками. Уже в 1953 году неравнодушные жители города начали кампанию и сбор средств на предотвращение сноса и дальнейшего разрушения «самых красивых руин Германии». В период с 1964 по 1979 год на восстановление оперы были собраны пожертвования в размере около 15 миллионов марок.
Восстановленная Старая опера вновь открылась 28 августа 1981 года, была исполнена Симфония № 8 Густава Малера.